# Biaora
Biaora é uma cidade e um município no distrito de Rajgarh, no estado indiano de Madhya Pradesh.

## Geografia
Biaora está localizada a 23° 52′ N, 76° 55′ L. Tem uma altitude média de 415 metros (1361 pés).

## Demografia
Segundo o censo de 2001, Biaora tinha uma população de 37 816 habitantes. Os indivíduos do sexo masculino constituem 53% da população e os do sexo feminino 47%. Biaora tem uma taxa de literacia de 65%, superior à média nacional de 59,5%; a literacia no sexo masculino é de 73% e no sexo feminino é de 55%. 15% da população está abaixo dos 6 anos de idade.